# 이라크 공군

이라크 공군(Iraqi Air Force, IQAF 또는 IrAF, 아랍어: القوات الجوية العراقية, 로마자 표기: Al Quwwat al Jawwiyah al Iraqiyyah)은 이라크군의 공중전 부대이다. 이라크 영공 방어와 국경 치안을 담당하고 있다. IQAF는 이라크 해군과 이라크 육군에 대한 지원군 역할도 하여 이라크가 신속하게 군대를 배치할 수 있도록 돕는다. 바그다드에 본사가 있다. 현 사령관은 시하브 자히드 알리(Shihab Jahid Ali) 중장이다.
이라크 공군은 제1차 세계대전에서 오스만 제국이 패배한 후 영국이 이라크를 통제하던 1931년에 소수의 조종사만으로 창설되었다. 이라크 공군은 새 이라크 정부가 소련과 외교 관계를 강화하기 시작한 1958년 7월 14일 혁명까지 주로 영국 항공기를 운용했다. 공군은 1950년대와 1960년대에 걸쳐 소련과 영국 항공기를 모두 사용했다. 1979년 사담 후세인이 집권했을 때 이라크가 소련과 프랑스 항공기를 더 많이 주문하면서 공군은 빠르게 성장했다. 공군의 정점은 1988년 끝난 오랜 이란-이라크 전쟁 이후였으며, 당시 550대의 전투기를 포함해 모든 유형의 항공기 1029대로 구성되어 이 지역에서 가장 큰 공군이 되었다. 페르시아 걸프 전쟁(1990~91) 동안 몰락했고 연합군이 비행 금지 구역을 시행하는 동안에도 계속되었다. 2003년 미국이 주도한 침공 당시 이라크 공군 잔당은 모두 파괴됐다.
침공 후 IQAF는 미국으로부터 대부분의 훈련과 항공기를 받아 재건되었다. 2007년, 이라크는 1991년 페르시아 걸프 전쟁 당시 파괴를 피하기 위해 그곳을 비행한 이라크 전투기 수십 대 중 일부를 반환해 줄 것을 이란에 요청했다. 2014년 현재 이란은 요구를 받아들였으며 불특정 수의 제트기를 개조하는 작업을 진행하고 있었다.